# Бельграно (станция метро)
«Бельграно» (исп. Belgrano) — станция Линии E метрополитена Буэнос-Айреса.
Станция расположена в районе Монсеррат. Станция Бельграно была открыта 24 апреля 1966 года, в рамках продления Линии Е до станции Боливар.
Название своё станция получила от улицы Бельграно, на перекрёстке которой с улицей президента Хулио Архентино Рока, она и расположена. Улица же была названа в честь Мануэля Бельграно, выдающегося аргентинского политического деятеля XIX века.

## Оформление
В отличие от старых станций Линии E, открытых ещё в 1944 году, станция Бельграно не была украшена фресками. 20 февраля 1985 Национальный институт Белграньяно (исп. Instituto Belgraniano Nacional) установил бюст Мануэля Белграно в вестибюле станции.

## Фотографии

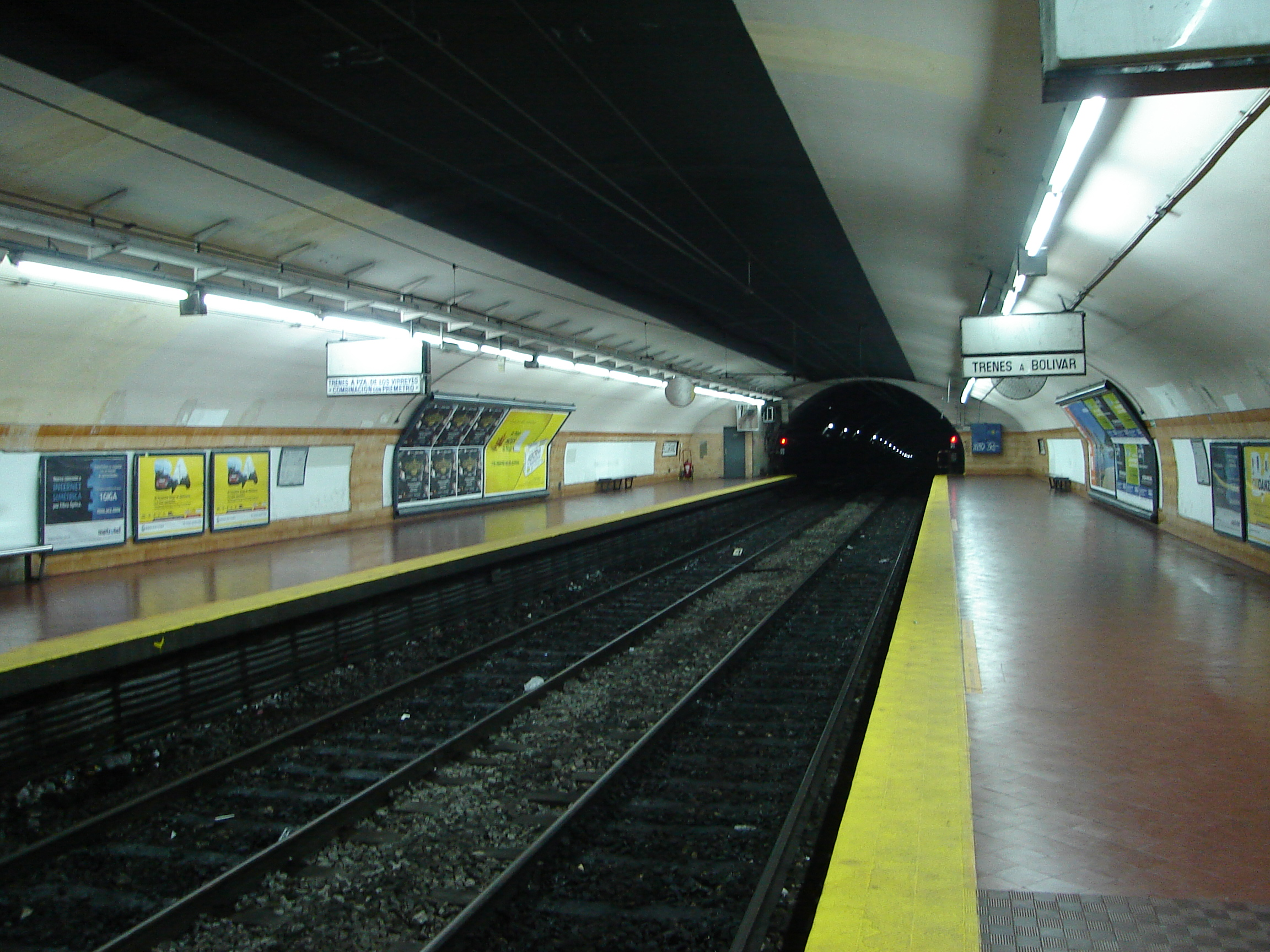
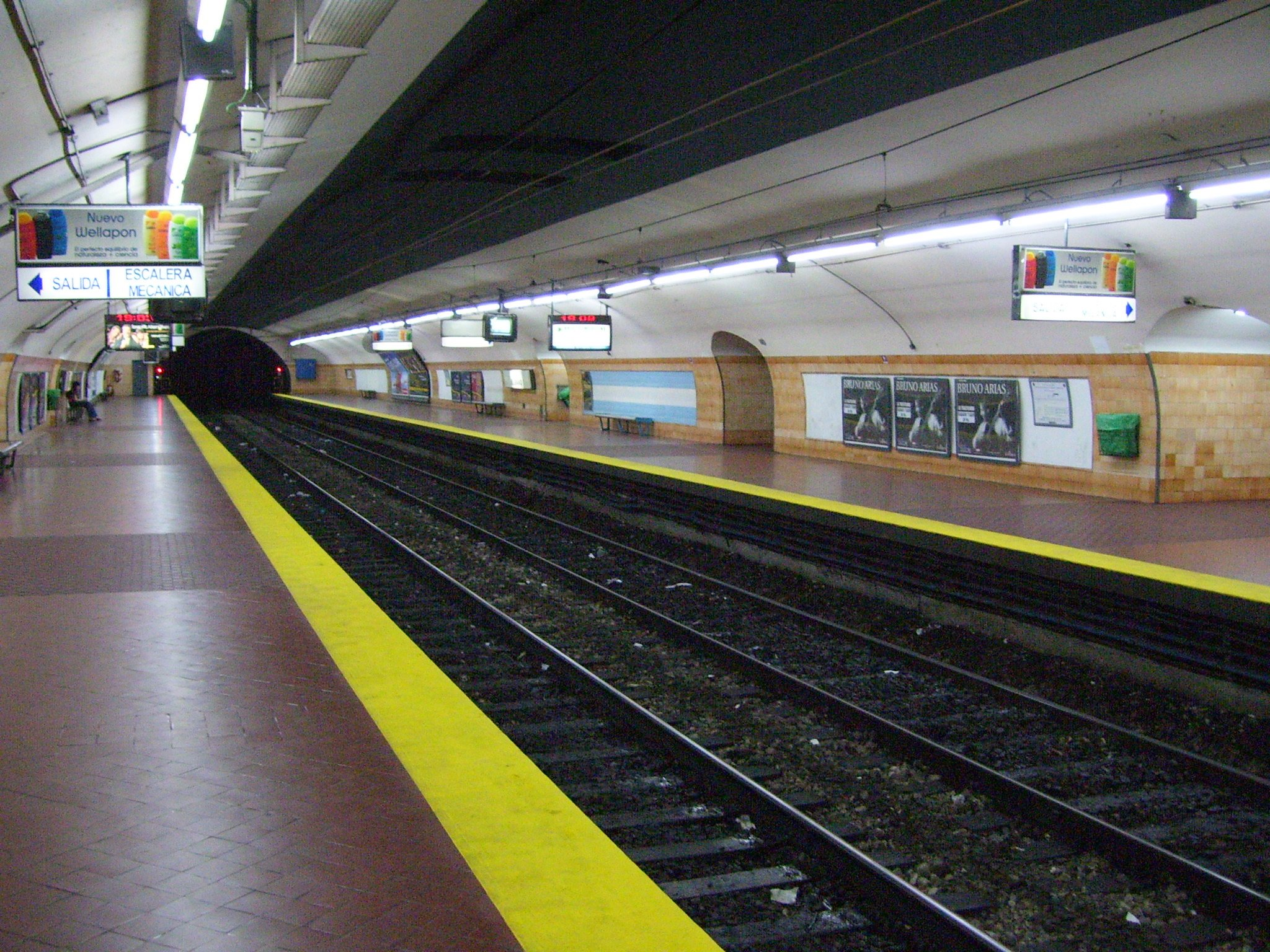
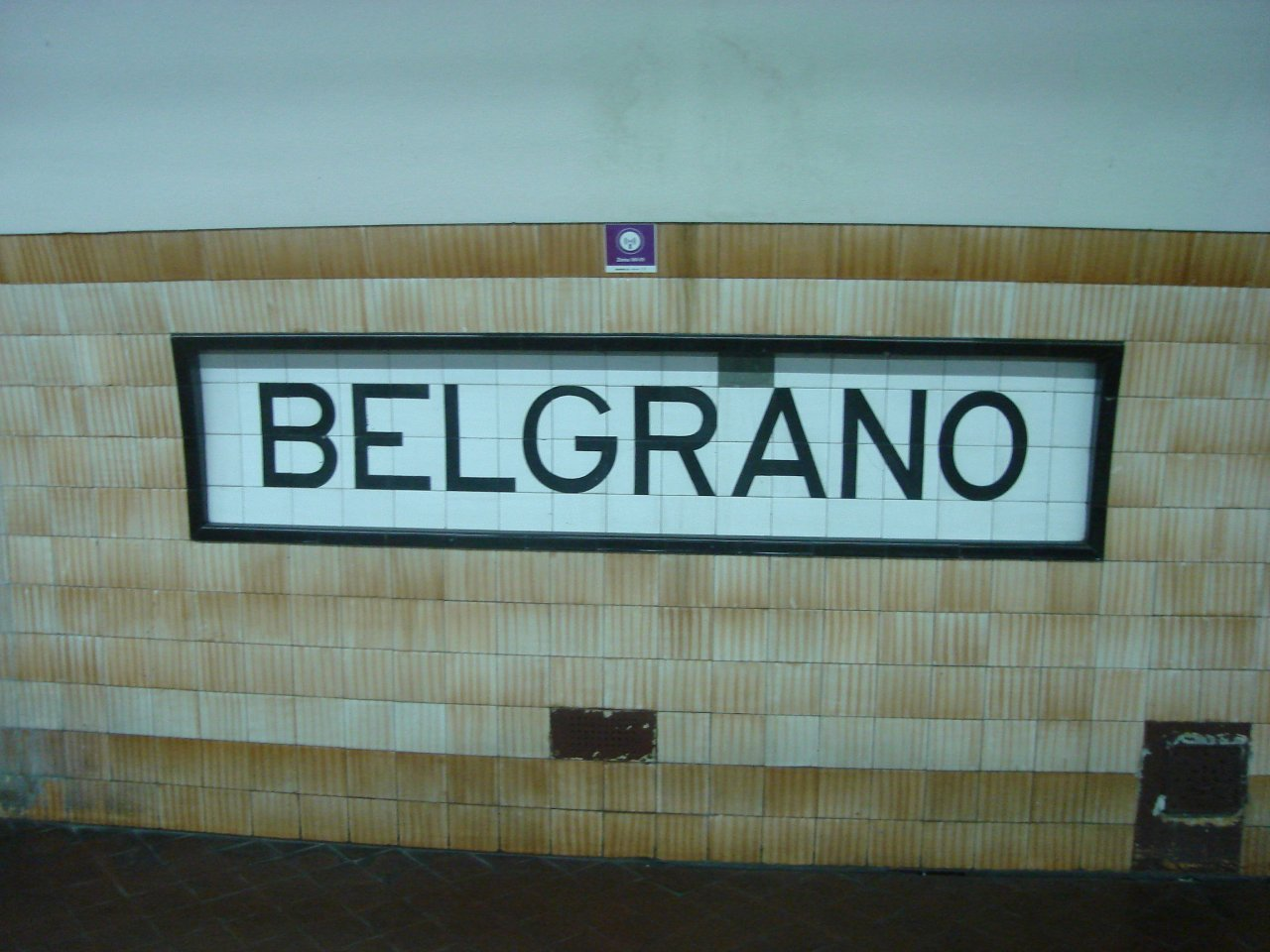